# Notothlaspi rosulatum
Notothlaspi rosulatum är en korsblommig växtart som beskrevs av Joseph Dalton Hooker. Notothlaspi rosulatum ingår i släktet Notothlaspi och familjen korsblommiga växter. Inga underarter finns listade i Catalogue of Life.